# Mezinárodní letiště Doněck
Mezinárodní letiště Doněck, oficiálně Mezinárodní Doněcké letiště Sergeje Prokofjeva (ukrajinsky Міжнародний аеропорт «Донецьк» імені Сергія Прокоф'єва – Mižnarodnyj aeroport „Doneck“ imeni Serhija Prokofjeva, rusky Междунаро́дный аэропо́рт «Доне́цк» и́мени Серге́я Проко́фьева  – Meždunarodnyj aeroport „Doněck“ imeni Sergeja Prokofjeva, IATA: DOK, ICAO: UKCC) sloužilo až do svého zničení ve válce na východní Ukrajině od roku 2014 jako mezinárodní letiště u Doněcku, hlavního města Doněcké oblasti na Ukrajině. Jmenuje se po ruském skladateli Sergeji Prokofjevovi.

## Dějiny

Mapa areálu Mezinárodního Doněckého letiště Sergeje Prokofjeva

O výstavbě letiště rozhodla místní rada 27. července 1931. Bylo otevřeno již v roce 1933. Během druhé světové války bylo používáno jako vojenské letiště.
Po rozsáhlých přestavbách a výstavbě moderních odbavovacích budov mělo jednu vzletovou a přistávací dráhu o délce čtyři kilometry, která byla uvedena do provozu v roce 2011. V letech 2012 a 2013 prošel letištěm ročně zhruba jeden milion cestujících.
Dne 26. května 2014, tedy den po prezidentských volbách na Ukrajině, letiště obsadili ozbrojenci samozvané Doněcké lidové republiky, ale ukrajinská armáda ho následující den dobyla zpět.
Od začátku bojů na východní Ukrajině byl na letišti zastaven provoz. Jeho budovy a zařízení byly již v květnu 2014 těžce poškozeny. 1. října 2014 separatističtí povstalci letiště obklíčili a postupně obsadili značnou část letištní plochy. V troskách budov se ještě dlouho drželi ukrajinští vojáci.

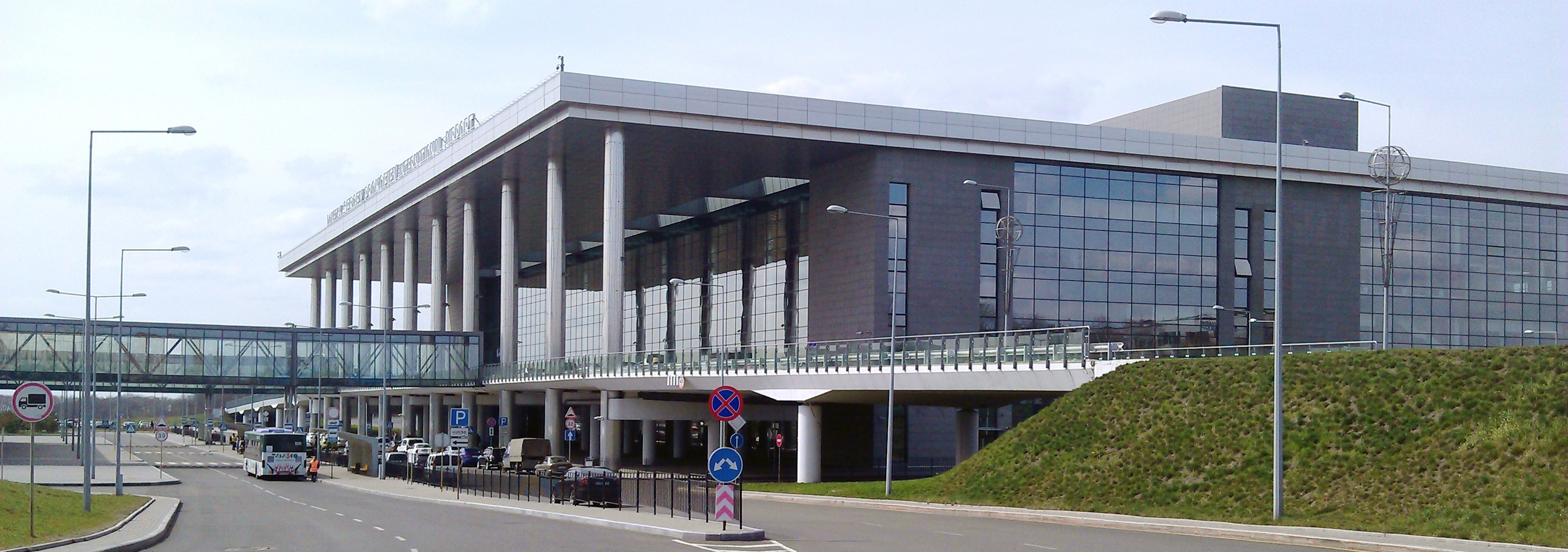
Hlavní terminál před válkou na východní Ukrajině

Do dne 21. ledna 2015 bylo po osmi měsících bombardování z obou stran letiště zcela zničeno. Výsledkem bojů bylo obsazení areálu letiště a také trosek budov povstalci.